# Geely MK
La Geely MK è un'autovettura prodotta dalla casa automobilistica cinese Geely dal 2006 al 2019. 
A seconda dei mercati e delle versioni, veniva venduta con nomenclature diverse, tra cui Geely Jingang o Geely King Kong.

## Descrizione

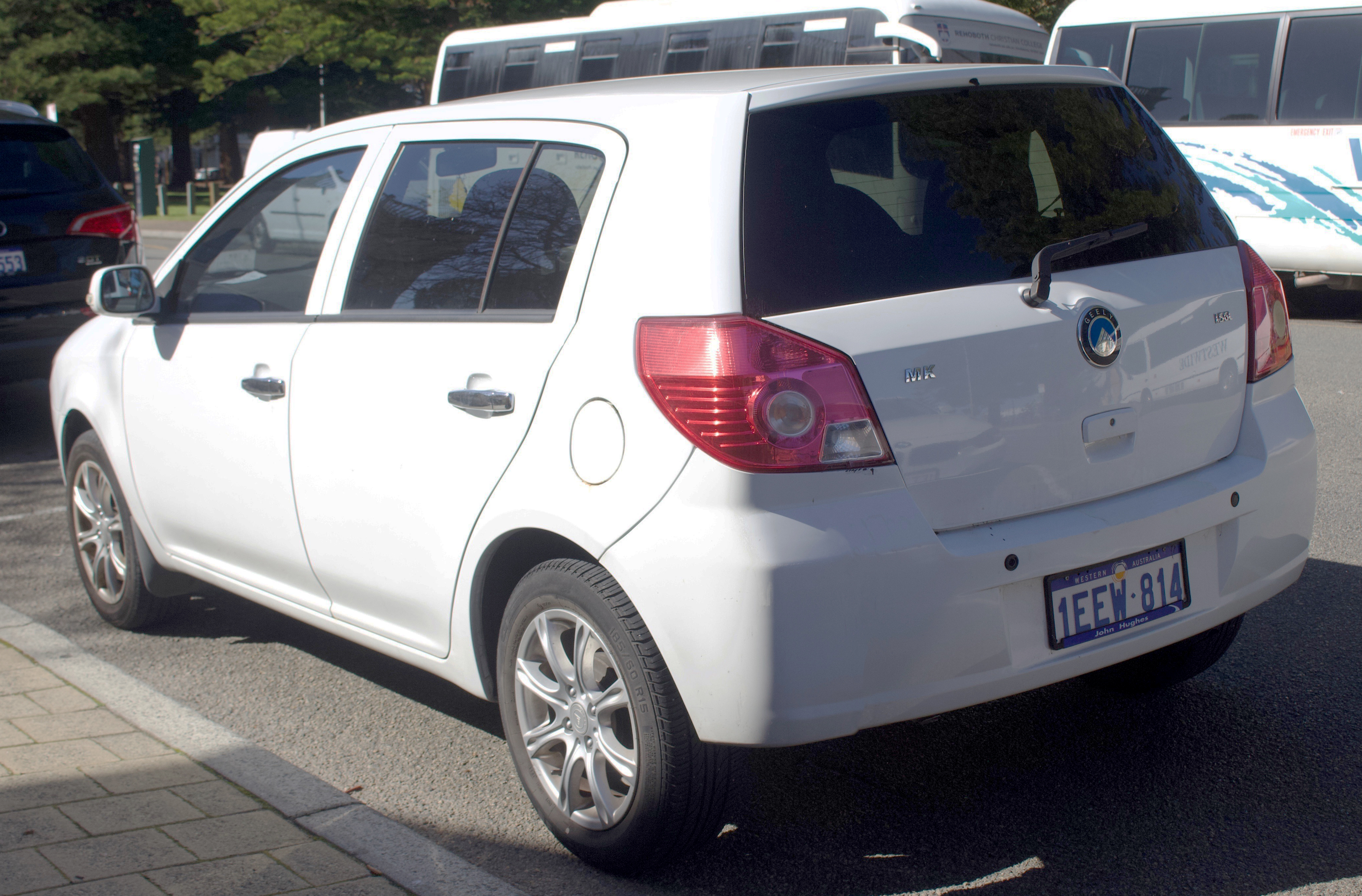
Retro MK 2 volumi del 2009

Il modello è stato offerto in vari mercati internazionali, tra cui Cina, Nuova Zelanda, Sudafrica, Cile, Uruguay, Venezuela, Russia e Siria. In alcuni paesi era disponibile solo la versione a tre volumi. La era dotata di motore a benzina da 1,5 litri quattro cilindri in linea aspirato da 94 CV, per poi essere potenziato a 102 CV.
La Geely MK è stata oggetto di alcune critiche per la somiglianza per via del design simile alla Toyota Vios di prima generazione. 
L'ultimo restyling a cui è stata sottoposta la vettura risale alla fine del 2015, con cambiamenti al frontale e al posteriore.